# كيوشي
كيوشي ( Kyoshi). ماستير معلم  في نظام الرتب اليابانية في الفنون القتالية. في الكاراتيه، لقب كيوشي يتم الحصول عليه مبدئيا، بعد أكثر من 10 أعوام  من رونشي (Renshi) و 40 سنة في العمر. رونشي، كيوشي، هانشي، هي ألقاب  الساموراي التي تم إنشاؤها في داي نيبون بيتوكيكاي، ولا يمكن إصادرها إلا عن إمبراطور اليابان أو أذن أفراد الأسرة.